# Medaille Pro Petri Sede

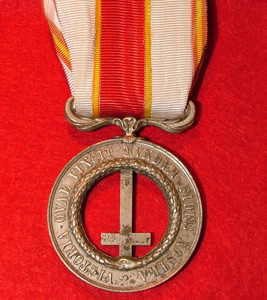
Medaille Pro Petri Sede

In 1860 werd de regering van de Paus bedreigd door het streven naar Italiaanse eenwording. Om de troepen, die hij had geworven om Rome te kunnen verdedigen, te belonen stichtte Paus Pius IX de medailles "Pro Petri Sede" (Latijn voor: Voor Petrus' Stoel, Italiaans: Medaglia di Castelfidardo, Castelfidardo-Medaille) in 1860 en "Medaille Fidei et Virtuti".
Ondanks de steun van de door de Paus opgeroepen Pauselijke Zoeaven, waaronder 3200 Nederlandse vrijwilligers, werd Rome in 1870 door Italiaanse troepen ingenomen.

## Een indianenverhaal
Een bijzonder lot trof de Medaille Pro Petri Sede van de Iers-Amerikaanse vrijwilliger Myles Walter Keogh (1840-1876). Hij verdedigde Ancona maar werd op 29 september 1860 krijgsgevangengenomen. Tijdens de Amerikaanse Burgeroorlog waarin hij aan federale zijde vocht en de veldslagen bij Brandy Ford, Gettysburg en Chancellorsville meemaakte droeg hij zijn in Pauselijke dienst verworven medaille en het ridderkruis van de Orde van Sint-Gregorius de Grote.
In de slag bij de Little Bighorn op 25 juni 1876 werden de blanke Amerikanen vernietigend verslagen door de "Indianen". Zij scalpeerden alle 600 cavaleristen met uitzondering van Keogh en Generaal Custer. Naar het schijnt was de Medaille Pro Petri Sede die Keogh aan een lint om zijn hals zou hebben gedragen in de ogen van de Indianen een magisch object. Het heeft Keoghs lichaam voor verminking behoed en de medaille werd op 15 december 1890 teruggevonden aan een leren riem om de hals van de die dag gestorven Sitting Bull.

## Het verbond Pro Petri Sede
Het verbond Pro Petri Sede werd in 1871 opgericht als bond van oud-zoeaven, strijders die tussen 1860 en 1870 in dienst van paus Pius IX vochten voor de bedreigde kerkelijke staat. De huidige vereniging met deze naam heeft ongeveer negenhonderd leden, allen dragers van een pauselijke onderscheiding.
Het verbond is gelieerd met het Zouavenmuseum in Oudenbosch in Noord-Brabant. Een van haar activiteiten is de tweejaarlijkse organisatie van een bedevaart naar Rome.
Orde van de Gulden Spoor ·
Orde van Sint-Cecilia ·
Orde van Christus ·
Orde van Sint-Gregorius de Grote ·
Orde van het Heilig Graf ·
Orde van Sint-Johannes de Doper ·
Orde van Malta ·
Orde van Verdienste "Pro Merito Militensi" ·
Orde van de Moor ·
Orde van Pius ·
Piusridders ·
Silvesterorde ·
Orde van Sint-Silvester en de Militia Aurarta ·
Gouden Roos ·
Pro Ecclesia et Pontifice ·
Bene Merenti ·
Medaille Pro Petri Sede ·
Medaille Fidei et Virtuti
Zie ook: Ridderorden van het Vaticaan